# NGC 6465
NGC 6465 is een open sterrenhoop in het sterrenbeeld Boogschutter. Het hemelobject werd op 1 juli 1826 ontdekt door de Britse astronoom John Herschel.

## Synoniemen
- ESO 521-**2